# Stonska biskupija
Stonska biskupija (lat. Dioecesis Stagnensis) je bivša katolička biskupija. Prostirala se područjem današnje Hrvatske i Bosne i Hercegovine. Sjedište je bio Ston. Obuhvaćala je još Ston, stonsko priobalje, dio Huma ili Zahumlja (na lijevoj obali Neretve).

## Povijest
Prvi spomen biskupije je u aktima Splitskog sabora 928. godine kada se spominje kao već postojeća. Neki smatraju da je nasljednica sarsenterske biskupije koja je bila osnovana na Drugom salonitanskom saboru 533. godine.
Od 12. stoljeća vrela ju spominju kao sufragansku biskupiju Dubrovačke metropolije. Istog stoljeća događa se progon katolika, kad je humski knez Miroslav Nemanjić, rođak Stefana Nemanje protjerao je iz Stona katoličkog biskupa Donata, a namjesto njega pravoslavnog episkopa poslao je srpski arhiepiskop Sava. Episkop je ondje bio samo 33 godine. Godine 1300. sjedište biskupije premješteno je u Korčulu odlukom stonskog biskupa. Tim je povodom papa Bonifacije VIII. osnovao Korčulansku biskupiju i združio ju sa Stonskom. Godine 1541. Dubrovačkoj Republici uspjelo je isposlovati kod pape Pavla III. odjeljivanje Stonske od Korčulanske biskupije. Stonsku biskupio ukinuo je papa Leon XII. i združio je s Dubrovačkom biskupijom 1828. godine.
Od 1933. godine ustanovljena je kao naslovna biskupija, a trenutni je naslovni biskup je pomoćni biskup Medellína u Kolumbiji Jorge Iván Castaño Rubio.

## Biskupi
- Pavao de Gratiis
- Vinko Lupi Vuković[3]

## Popis naslovnih biskupa[4]
- Felixberto Camacho Flores  (5. veljače 1970. - 24. travnja 1971.)
- John George Vlazny (18. listopada 1983. – 19. svibnja 1987.)
- Curtis John Guillory (29. prosinca 1987. – 2. lipnja 2000.)
- Jorge Iván Castaño Rubio (16. veljače 2001. - danas)

### Članci
- Krešić, Milenko. 2016. O biskupima stonskim, trebinjskim i bosanskim u okviru Dubrovačke metropolije do 30-ih godina 14. stoljeća i staroslavenskoj službi Božjoj u njihovim biskupijama. Vrhbosnensia. Univerzitet u Sarajevu – Katolički bogoslovni fakultet. Sarajevo. 20 (1): 103–123